# مارتین بنگوا
مارتین بنگوا (انگلیسی: Martín Bengoa؛ زادهٔ ۲۱ نوامبر ۱۹۹۴) بازیکن فوتبال اهل اسپانیا است.
از باشگاه‌هایی که در آن بازی کرده‌است می‌توان به باشگاه فوتبال مغرب تطوان و باشگاه فوتبال اتلتیک بیلبائو بی اشاره کرد.